# メジロカモメ
メジロカモメ（目白鴎、Larus leucophthalmus）は、チドリ目カモメ科カモメ属に分類される鳥類。

## 分布

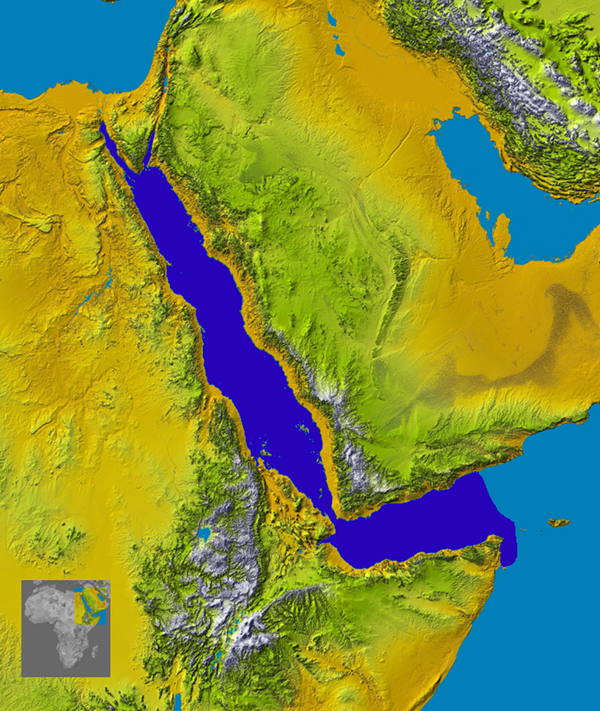

紅海（Red Sea）やアデン湾周辺に生息し、英名の由来になっている。
イエメン、エジプト、エリトリア、サウジアラビア、ジブチ、ソマリア
多くの個体は渡りを行わないが、冬季に南下する個体もいる。

## 形態
全長39-43cm。翼開張110-115cm。体重0.2-0.4kg。頸部から胸部にかけては灰色、翼は暗灰色、腹部は白い羽毛で覆われる。眼の上下に白い三日月状の斑紋が入ることが、和名や英名（white-eyed=白い眼の）の由来。
嘴の色彩は赤く、先端が黒い。後肢の色彩は黄色。
夏羽は頭部が黒い羽毛で覆われる。冬羽は頭部が灰色の羽毛で覆われる。

## 生態
食性は動物食で、主に魚類を食べる。沿岸のみならず、沖合で獲物を捕食することもある。
繁殖形態は卵生。密度の低い集団繁殖地（コロニー）を形成するが、数百羽からなる大規模なコロニーを形成することもある。岩や砂礫からなる海岸に巣を作り、1回に2-3個の卵を産む。

## 人間との関係
油田開発による生息地の破壊、油による水質汚染、繁殖地に侵入した旅行者による卵や雛の密猟などにより生息数は減少している。1985年における生息数は4,000-6,000ペアと推定されている。